# دال دو محوره توخالی

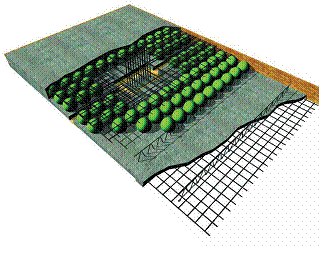
سقف کوبیاکس

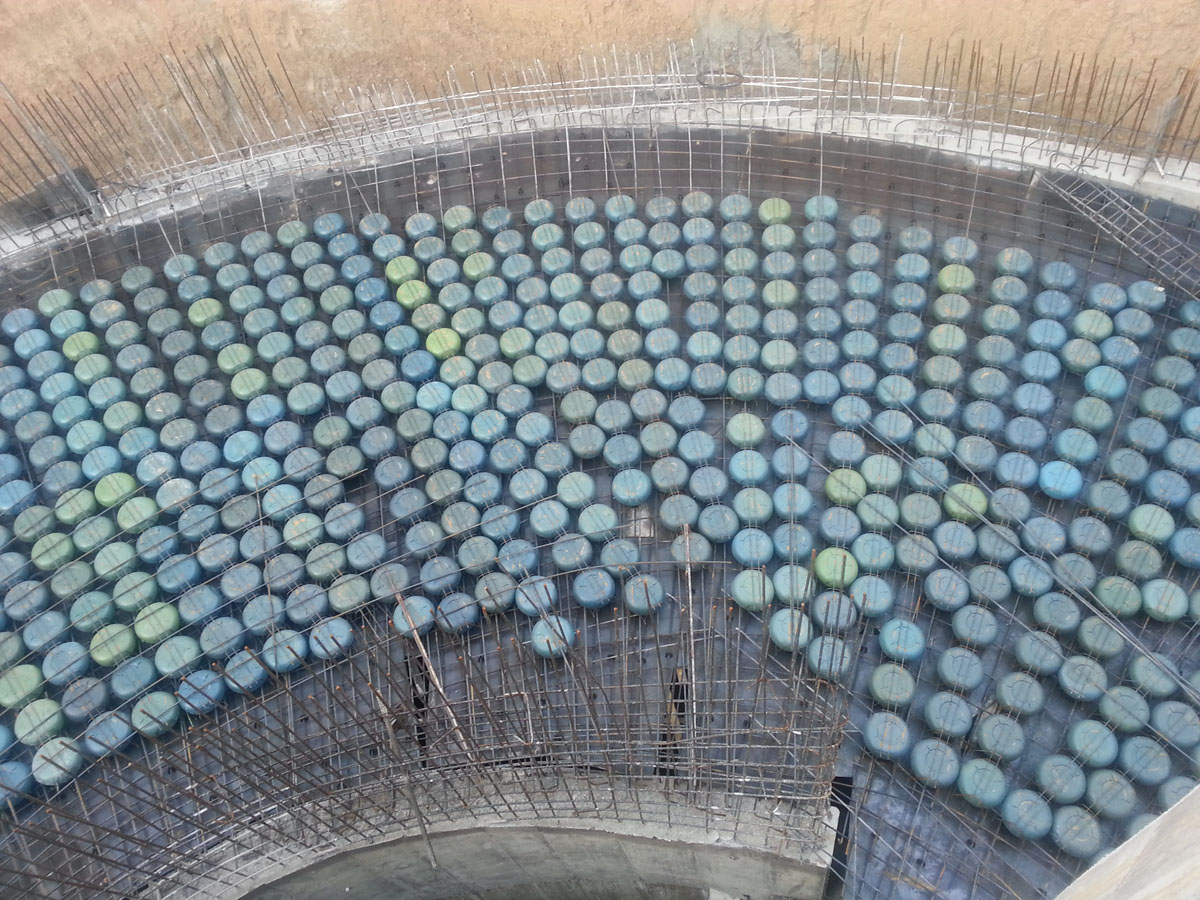
نحوهٔ اجرای سقف کوبیاکس

دال دو محوره توخالی، کوبیاکس و یا دال‌های مجوف دوپوش (به انگلیسی: Cobiax) یکی از روش‌های اجرای سقف با استفاده از گوی‌های پلاستیکی توخالی از جنس پلی اتیلن است.
مجموعه شرکت‌های اقماری صاحب فناوری‌های Cobiax با مقر اصلی آن در تسوگ (Zug) سوییس و شرکت‌های اروپایی تابعهٔ آن متخصص طراحی و ساخت دال‌های تخت دومحورهٔ سبک با استفاده از بتن مسلح و گوی‌های توخالی هستند.
در حال حاضر شرکت Cobiax با ارائهٔ دال‌های تخت و سبک دومحوره که دارای قابلیت‌های مدولار و انعطاف‌پذیری می‌باشد بهینه‌سازی قابل توجهی را در زمینهٔ فناوری و اقتصاد ساخت و ساز ارائه کرده‌است.
با استفاده از دال‌های تخت و سبک کوبیاکس به جای دال‌های بتنی توپر یا دیگر دال‌های سبک موجود می‌توانید ارزش بالایی به ساختمان خود و فرایند ساخت و ساز دهید.

## اصول طراحی

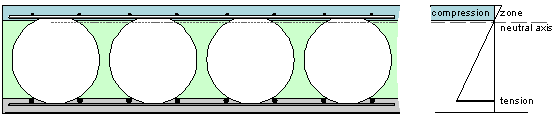
برش از یک سقف کوبیاکس

در فناوری کوبیاکس، بار مردهٔ غیرسازه‌ای حذف و خاصیت مقاومت دومحوره حفظ می‌گردد. همچنین، با شکل‌گیری غشایی بتنی مستحکم در قسمت فوقانی و تحتانی دال به همراه شکل‌گیری شبکهٔ تیرچه‌های داخلی در دو امتداد در اثر قراردهی گوی‌های توخالی در سراسر فضای میانی دال بتنی می‌توان باربری بسیار مناسبی را برای دال متصور شد.

## مفهوم کوبیاکس
اساس طراحی تکنولوژی Cobiax مبنی است بر سقف سازه‌ای با ویژگی «سقف دال دوطرفه» مشابه سقف‌های بتنی دال دوطرفه مرسوم با این تفاوت که هسته بتن مرکزی در محل‌هایی که کاربرد سازه‌ای ندارد با گوی‌های توخالی جایگزین می‌گردد. (جنس این گوی‌ها پلی اتیلن بازیافت یا پلی پروپیلن می‌باشد)
بدین صورت که این گوی‌ها در حدفاصل مش‌های میلگردی بالا و پایین قرار می‌گیرند. با توجه به اینکه در دال‌های بتنی دوطرفه مشکل تحمل نیروی برشی وجود ندارد، طراحی این نوع سقف بر مبنای حذف قسمتی از بتن میانی و ایفای عملکرد دال دوطرفه می‌باشد.
در فناوری Cobiax با حذف بار مرده غیرسازه‌ای خاصیت باربری دومحوره همچنان حفظ می‌گردد. همچنین با شکل‌گیری غشای بتنی مستحکم در قسمت فوقانی و تحتانی دال به همراه شکل‌گیری شبکه تیرچه‌های داخلی در دو امتداد در اثر قراردهی گوی‌ها در سرتاسر فضای میانی دال بتنی می‌توان باربری مناسبی را برای این دال متصور شد.

## دال تخت کوبیاکس
در حدفاصل مش‌های میلگردی بالا و پایین به جای بتن غیرسازه‌ای گوی‌های پلاستیکی تو خالی از جنس پلی اتیلن بازیافت شده قرار می‌گیرند. نتیجه این امر دالی است که حدوداً ۳۵٪ وزن کمتری نسبت به یک دال مشابه توپر دارد. این موضوع سبب می‌گردد که صرفه جویی قابل ملاحظه‌ای در وزن تمام شده سقف و نیز مواد اولیه و مصالح کل ساختمان حاصل گردد. چنانچه فناوری کوبیاکس را از دیدگاه کلی قاب‌های سازه‌ای مد نظر قرار دهیم، بهره‌گیری از این فناوری مزایا و صرفه جویی‌های فراوانی را در ساخت و ساز به همراه خواهد داشت.

### معایب سقف کوبیاکس
معایب سقف کوبیاکس شامل موارد زیر میشوند:
- عدم توجیه اقتصادی برای پروژه‌های کوچک
- درمناطق زلزله خیز استفاده از این سقف توصیه نمیشود، زیرا هیچ منبع معتبری مقاومت این سقف دربرابر زلزله را تایید نمیکند.

## زنجیرهٔ ارزشیِ کوبیاکس
فناوری کوبیاکس با تغییر ابعاد اِلِمان‌های سازه‌ای برآوردی جامع از اصلاحات و بهینه‌سازی را در امر ساختمان‌سازی میسر می‌سازد. با استفاده از فناوری کوبیاکس، نه‌تنها ارزش افزودهٔ ساختمان بیشتر می‌شود، بلکه موجب حفظ محیط زیست هم خواهد گردید.

## عملکرد
مزایای فنی سیستم کوبیاکس عبارتند از:
- باربری دومحوره
- بهینه‌سازی المان‌های عمودی مانند ستون‌ها و دیوارهای برشی (ستون‌های لاغرتر، کاهش ۴۰ درصدی حجمی و عددی ستون‌ها)
- بهینه‌سازی دال و فونداسیون (کاهش بارهای وارد بر پی، دال‌های تا ۳۰ درصد سبک‌تر)
- بهینه‌سازی المان‌های سخت‌کننده (کاهش بارهای افقی)
- کاهش ارتفاع کلی سازه (بهینه‌سازی ارتفاع سقف)
- کنترل خیز بهتر
- مقاومت بهتر در برابر نیروهای زلزله (کاهش اثر آسیب‌های لرزه‌ای، کاهش ارتفاع و سبک‌شدن سازه)
- حذف تمام تیرهای اصلی

مزایای معماری سیستم کوبیاکس عبارتند از:
- انعطاف‌پذیری در پلان معماری (کاهش عددی ستون‌ها)
- قابلیت پذیرش کاربری‌های گوناگون
- سهولت تغییر کاربری افقی و عمودی
- امکان اجرای کنسول تا ۷ متر
- امکان ایجاد بازشو در هر شکل و اندازه در سقف
- افزایش فضای مفید (قابلیت اجرای دهانه تا ۱۸ متر بدون اجرای ستون) (گاهی تا 22 متر)

صرفه جویی عملی کوبیاکس در مقایسه با دال‌های تخت تو پر

## دامنه محصولات کوبیاکس
مدول‌های قفسه‌ای در دو نوع SLIM-LINE و ECO-LINE بوده که به دو صورت اجرا در محل با قالب بندی سنتی و صنعتی (پیش ساخته) اجرا می‌گردند. مدول‌های نیمه‌پیش‌ساخته جهت انتقال به محل سایت مناسب می‌باشند که در این صورت مزایایی از قبیل سرعت ساخت و ساز و همچنین صرفه‌جویی اقتصادی را دارا خواهند بود.
کوبیاکس قابلیت انعطاف با هر گونه طراحی معماری را داراست. نحوه چیدمان گوی‌های تو خالی، اندازه و شکل دال بتنی بر اساس مقتضیات پروژه تعیین می‌گردند. کوبیاکی را می‌توان همراه با دیگر تکنیک‌های ساختمانی از قبیل پس کشیدگی یا سازه‌های مرکب مورد استفاده قرار داد. مقاومت نهایی و وزن حجمی بتن مورد استفاده متناسب با شرایط پروژه مشخص می‌شود.
جزئیات مربوط به اجرای تأسیسات مشابه روش‌های سنتی می‌باشد.

## اقتصادی و متناسب با نیازها
ارزیابی کلی ساختمان‌های اجرا شده با سیستم سقف کوبیاکس بیانگر سود قابل ملاحظه‌ای برای سرمایه‌گذاران خواهد بود.
سیستم کوبیاکس با بهره‌گیری مؤثر از منابع فوق موفق به اخذ جایزه نوآوری R.I.O در سال ۲۰۰۳ گردید.
کوبیاکس هم‌زمان با کاهش هزینه‌ها سهم عمده‌ای را در کمک به حفظ محیط زیست به جهت کاهش مصرف بتن دارا است. سیمان خود به تنهایی به جهت انتشار ۷٪ از گاز Co2 تولید شده یکی از بزرگترین آلاینده‌های محیط زیست می‌باشد که با بهره‌گیری از فناوری کوبیاکس می‌توان به گونه‌ای مؤثر در راستای اهداف کاهش گازهای Co2 گام برداشت.
مزایای اقتصادی سیستم کوبیاکس عبارتند از:
- کاهش مصرف بتن
- کاهش المان‌های سازه‌ای
- کاهش مصرف آرماتور
- کاهش زمان ساخت سازه
- کاهش هزینه‌های اجرای تأسیسات (حذف تیرها و مشکلات ناشی از آویز تیرها)
- کاهش ارتفاع کلی سازه به دلیل بهینه‌سازی ارتفاع سقف

فناوری کوبیاکس ما را قادر می‌سازد تا بتوانیم کاربری ساختمان مورد نظر را پس از مدت زمانی در صورت تمایل تغییر دهیم.
همانگونه که داشتن نقشه‌های معماری با دهانه‌های بزرگ و سقف دال بتنی تخت موجب می‌گردد تا انعطاف‌پذیری مناسبی در کاربری ابتدایی ساختمان مورد نظر حاصل آید، عملاً انعطاف‌پذیری در تغییر کاربری‌های احتمالی آتی را نیز میسر می‌سازد. در مقایسه با سقف‌های کوبیاکس، دال‌های توپر رایج خیزهای بسیار شدیدی را تجربه می‌کنند و تا به امروز اجرای دهانه‌های بزرگ تنها با به‌کارگیری روش‌های پس‌کشیدگی یا استفاده از تیر ممکن بوده‌است که این خود مستلزم تحمل هزینه‌های بالای طراحی و ساخت می‌باشد. دال تخت و سبک کوبیاکس جایگزینی ارزان‌تر جهت دستیابی به سازه‌ای با خیز کمتر در دهانه‌های بزرگتر می‌باشد. فناوری کوبیاکس همچنین امکان بهره‌برداری هر چه بهتر و مناسب تر از ساختمان را در دو راستای قائم و افقی میسر می‌سازد.
اجرای تأسیسات الکترونیکی و مکانیکی مشابه روش‌های سنتی و با قابلیت اجرا در ضخامت دال می‌باشد.
علاوه بر روش اجرای درجا، قابلیت اجرا به روش نیمه پیش‌ساخته نیز وجود دارد.

## دلایل انتخاب و ورود تکنولوژی کوبیاکس به کشور
- صنعتی‌سازی
- عدم نیاز به سرمایه‌گذاری زیاد برای احداث کارخانجات مواد اولیه
- عدم نیاز به نیروی کار خیلی متخصص و امکان استفاده از نیروهای موجود
- امکان احداث کارخانجات تولیدی در اقصی نقاط کشور
- عدم وابستگی به خارج از کشور
- سازگاری با مباحث و مقررات ملی ساختمانی کشور
- اقتصادی بودن تکنولوژی و امکان رقابت با سیستم‌های رایج
- انعطاف‌پذیری سیستم در ارتباط با مسآله معماری و سازه‌ای
- تکنولوژی دوستدار محیط زیست

## نحوه محاسبه هزینه تمام شده اجرائی ساختمان بر اساس سیستم کوبیاکس
هزینه تمام شده ساختمان در بخش اجرای سازه (شامل فونداسیون، ستون، دیوار برشی و سقف) عبارت است از مجموع هزینه‌های زیر در متر مربع زیربنا:
1. میلگرد مصرفی: میزان مقادیر میلگرد مصرفی بسته به نوع کاربری، تعداد طبقات، فواصل ستون‌ها از جدول پیوست قابل استخراج می‌باشد.
2. بتن مصرفی: میزان بتن مصرفی بسته به نوع کاربری، تعداد طبقات و فواصل ستون‌ها از جدول پیوست قابل استخراج می‌باشد.
  1. خدمات و پشتیبانی کوبیاکس: هزینه خدمات و پشتیبانی کوبیاکس شامل دو بخش به شرح زیر می‌باشد:
  2. خدمات مهندسی شامل طراحی، محاسبات و تولید نقشه‌های سازه بر اساس سیستم کوبیاکس، آموزش گروه مجری سقف، حق امتیاز استفاده از تکنولوژی در پروژه و نظارت بر مراحل اجرای سقف.
3. تولید و تحویل کیج ماژول‌های مورد نیاز پروژه
4. . دستمزد و اجراء: کارفرما لازم است که برای اجرا سازه پیمانکار مورد تأیید خود را انتخاب نماید. بدیهی است حق‌الزحمه پیمانکار بر اساس شرایط منطقه و قیمت‌های متداول روز تعیین می‌شود.

## جدول برآورد کوبیاکس
- برآورد فوق بر اساس شرایط خاک نرمال تهیه گردیده و لذا بسته به شرایط خاک پروژه ممکن است مشخصات فونداسیون و به تبع آن مقادیر کلی مصرفی مصالح تغییر یابد.
- این مبلغ به صورت عام اشاره شده و بدیهی است بنا به متراژ و موقعیت کار متغیر خواهد بود.
- با عنایت به آنکه بر اساس استانداردهای مقررات ملی ساختمان ایران می‌بایست دیوار برشی جهت کنترل نیروی زلزله در ساختمان‌های گروه دال تخت تعبیه گردد، لذا مقادیر مصالح فوق با فرض کفایت دیوار برشی و جانمائی مناسب آن در هر دو جهت طولی و عرضی ساختمان برآورد گردیده است.
- جدول فوق با فرض ساختمان‌های روی سطح زمین تهیه گردیده و چنانچه در ساختمانی به دلیل حضور طبقات منفی نیاز به دیوار حایل بتنی باشد، هزینه آن می‌باست جداگانه محاسبه گردد.
- میزان میلگرد مصرفی بر مبنای کیلوگرم بر متر مربع زیربنا و بتن مصرفی متر مکعب بر متر مربع زیربنا می‌باشد.

سیستم کوبیاکس از گروه سیستم‌های دال ستونی می‌باشد. به نحوی که دال تخت بتنی بدون نیاز به تیر مستقیماً بر روی ستون‌ها و دیوارهای برشی استقرار می‌یابد.

## برخی از الزامات طراحی و اجرا برای سیستم سقف کوبیاکس
1. لازم است حداقل ضخامت بتن در اطراف گوی‌ها شامل بالا و پایین و مابین دو گوی متوالی حداقل ۵ سانتی‌متر در نظر گرفته شود.
2. در طراحی برای برش در هر جهت دال، مقاومت برشی نهایی بتن باید حداکثر ۵۰ درصد مقدار محاسبه طبق رابطه ۹–۱۲–۴ مبحث نهم مقررات ملی ساختمان و با فرض مقطع تمام پر بتنی محاسبه شود. در تمام نقاط دال که نیروی برشی نهایی بیش از مقاومت برشی نهایی تأمین شده توسط بتن باشد دال باید به صورت توپر و بدون گوی اجرا شود.
3. در طراحی و کنترل برش در حالت حدی نهایی برای عملکرد دوطرفه در حوالی بارهای متمرکز و تکیه گاه‌ها، مقاومت برشی نهایی بتن نباید حداکثر از ۵۰ درصد مقذاری که در بند ۹–۱۲–۱۷–۲–۴ مبحث نهم مقررات ملی ساختمان ایران حاصل می‌شود بیشتر منظور شود.
4. محاسبات تغییر شکل دال بر مبنای بند ۹–۱۴–۲–۶–۱ مبحث نهم مقررات ملی ساختمان و با محاسبه دقیق ممان اینرسی مؤثر دال سوراخ دار انجام گیرد. اضافه افتادگی دراز مدت بر پایه بند ۹–۱۴–۲–۴–۳ مبحث نهم مقررات ملی ساختمان محاسبه شود.
5. ایجاد هرگونه بازشو در این دال تابع ضوابط بند ۹–۱۵–۳–۵ مبحث نهم مقررات ملی ساختمان می‌باشد.
6. در محل تقاطع دیوار برشی و دال کوبیاکس، انتقال برش ناشی از زلزله از دال به دیوار باید در ضعیف‌ترین سطح مقطع دیوار کنترل شده و در صورت نیاز از فولادگذاری برای تسهیل انتقال برش درون صفحه دیافراگم به دیوار بهره برده شود.
7. پیش‌بینی المان‌های مرزی در اطراف بازشوها و لبه دال حسب مورد مطابق ضوابط طراحی آیین‌نامه‌ها و مقررات موجود انجام گیرد.
8. استفاده از روش پیش دال تنها در حالی که قفسه و گوی‌ها در پیش دال درگیر بوده و فولادهای کششی در پیش دال پیش‌بینی شده باشد مجاز است.
9. اخذ گواهی نامه فنی برای محصول تولیدی، پس از راه‌اندازی خط تولید کارخانه، از مرکز تحقیقات ساختمان و مسکن الزامی است.
10. رعایت مبحث سوم مقررات ملی سختمان در خصوص حفاظت ساختمان‌ها در مقابل حریق و همچنین الزامات نشریه شماره ۴۴۴ مرکز تحقیقات ساختمان و مسکن مربوط به مقاومت جداره‌ها در مقابل حریق با در نظر گرفتن ابعاد ساختمان، کاربری و وظیفه عملکردی اجزای ساختمانی الزامی است.
11. صدابندی هوا برد جداکننده‌های بین واحدهای مستقل و پوسته خارجی ساختمان و صدابندی سقف بین طبقات می‌بایست طبق مبحث هجدهم مقررات ملی ساختمان تأمین شود.
12. در شرایط اقلیمی مختلف، باید تمهیدات لازم در طراحی و اجرای ساختمان‌ها در نظر گرفته شود.
13. لازم است تمهیدات لازم مناسب باشرایط مختلف اقلیمی و محیط‌های خورنده ایران صورت پذیرد.
14. کلیه مصالح و اجزاء در این سیستم اعم از معماری و سازه‌ای از حیث دوام، خوردگی، زیست‌محیطی و غیره می‌بایستی بر مبنای مقررات ملی ساختمان ایران یا آیین‌نامه‌های ملی یا معتبر بین‌المللی شناخته شده و مورد تأیید، به کار گرفته شود.

## نگارخانه

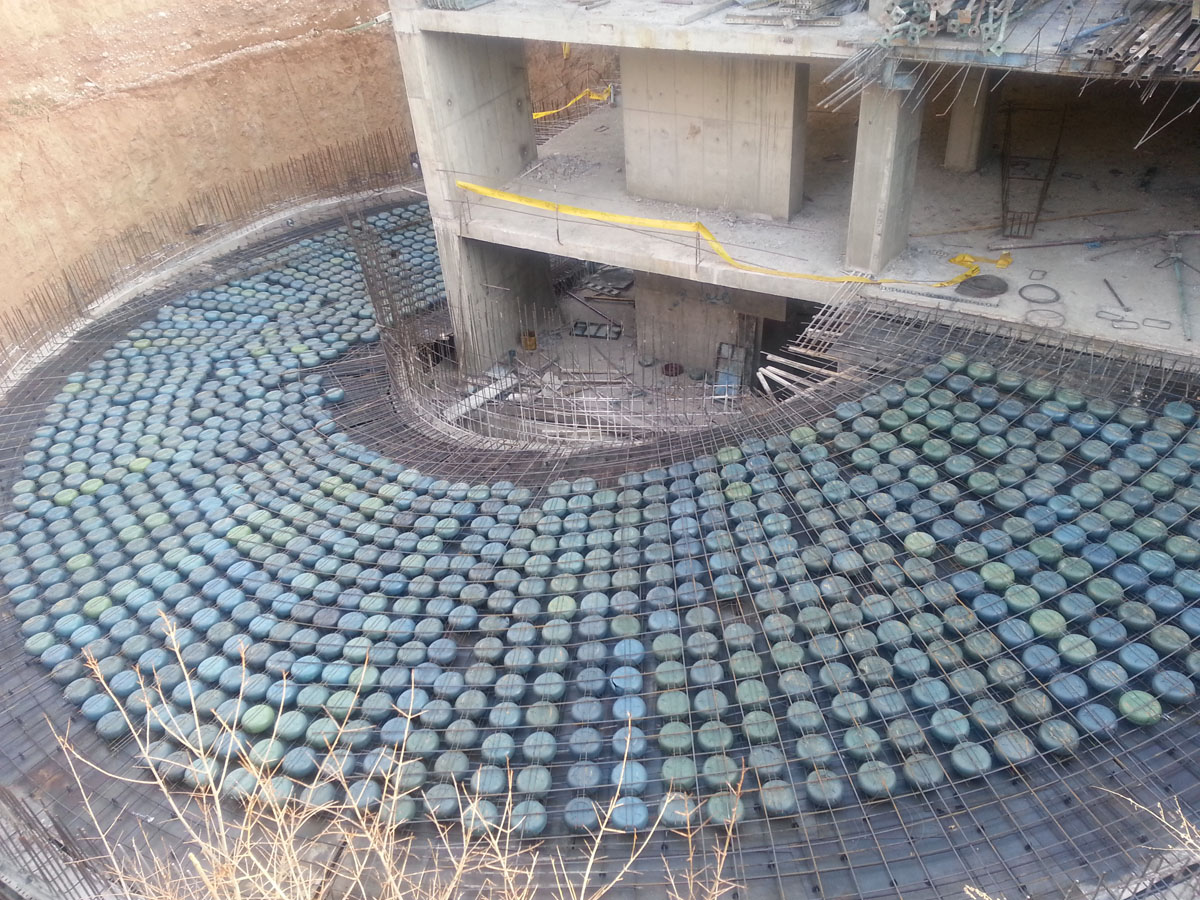
نحوه اجرای سقف کوبیاکس در رامپ یک ساختمان
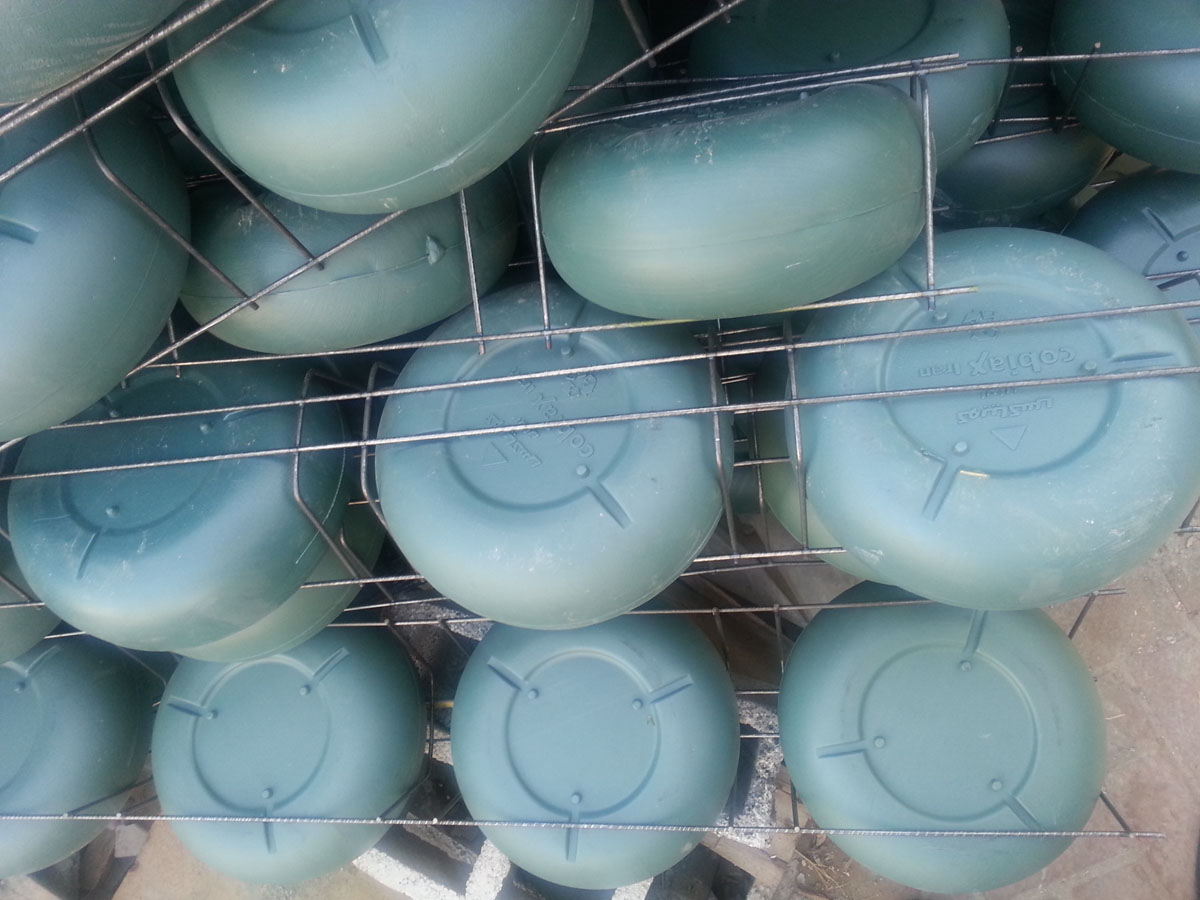
کره‌های پلاستیکی کوبیاکس
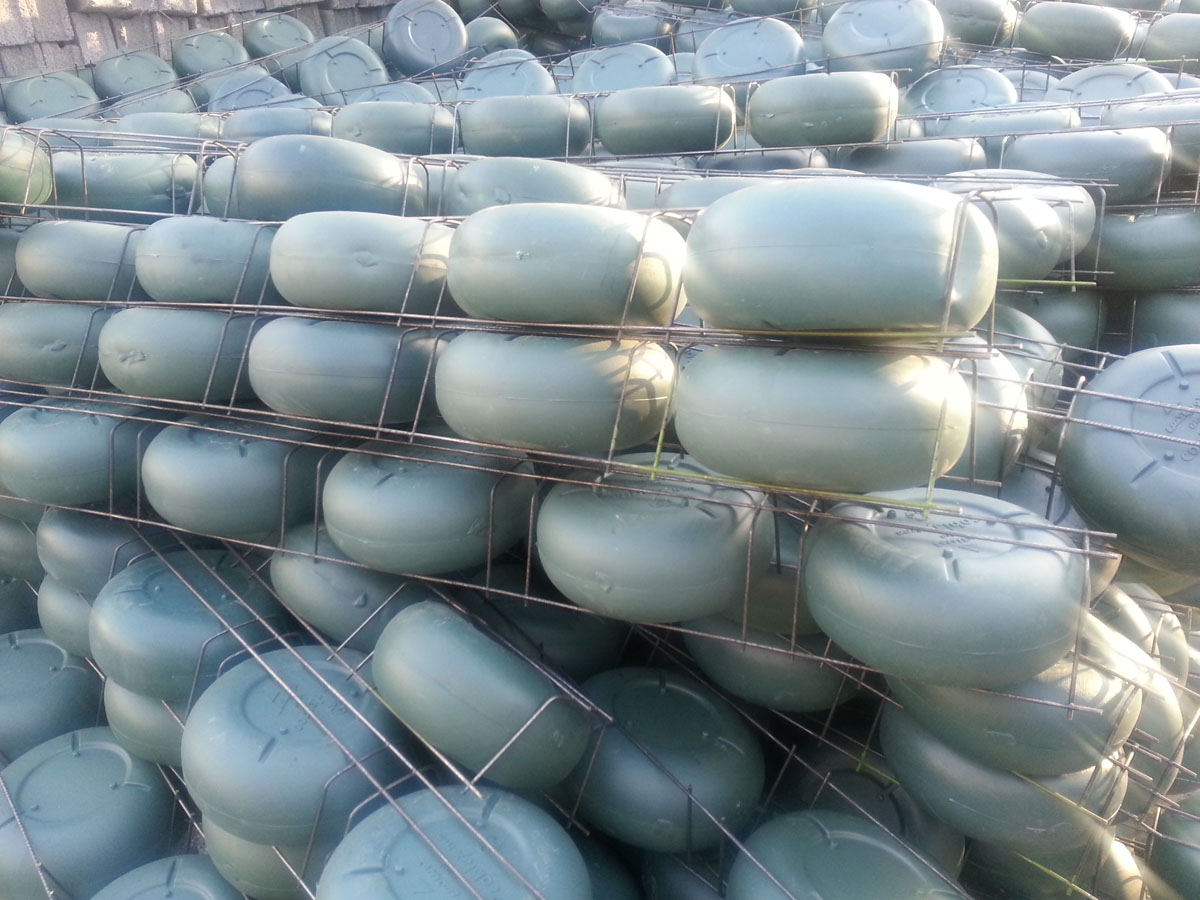
کره‌های پلاستیکی کوبیاکس
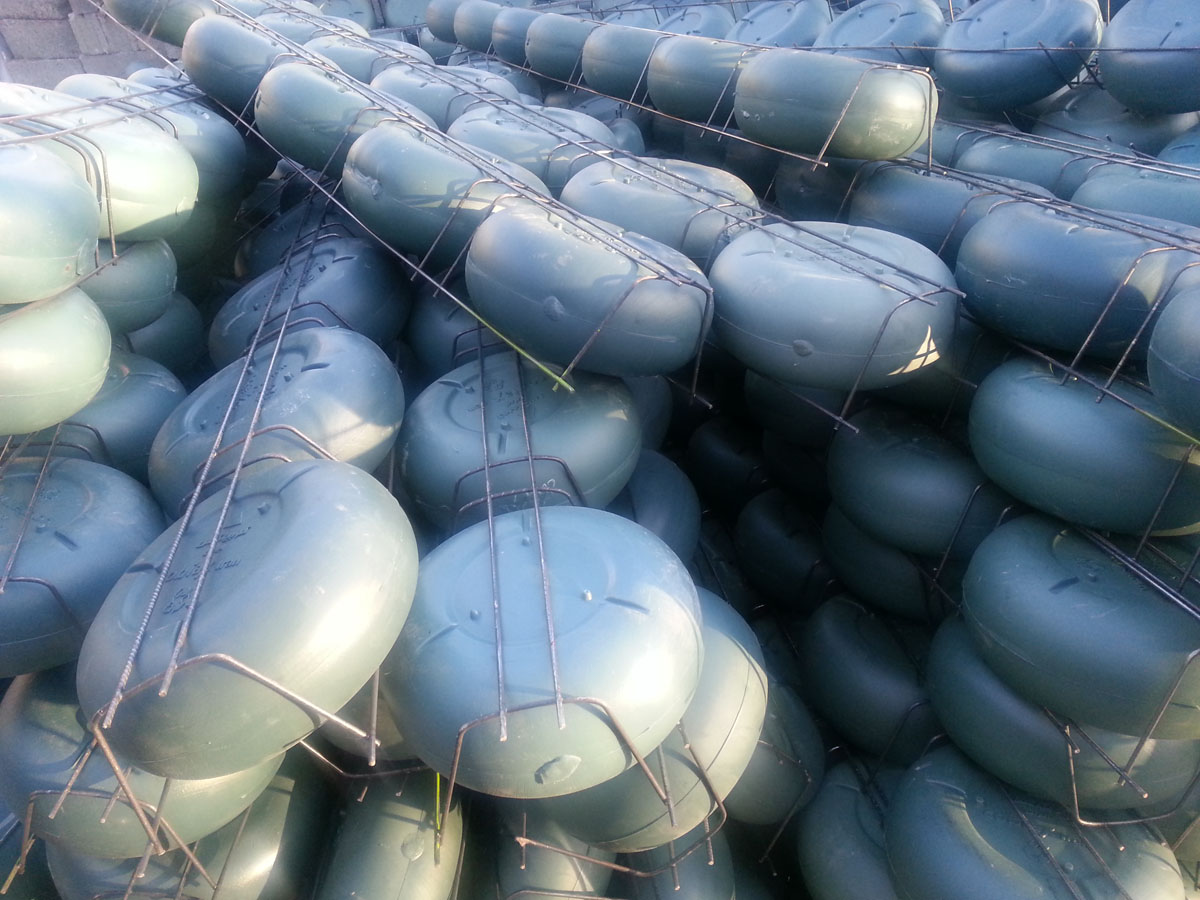
کره‌های پلاستیکی کوبیاکس
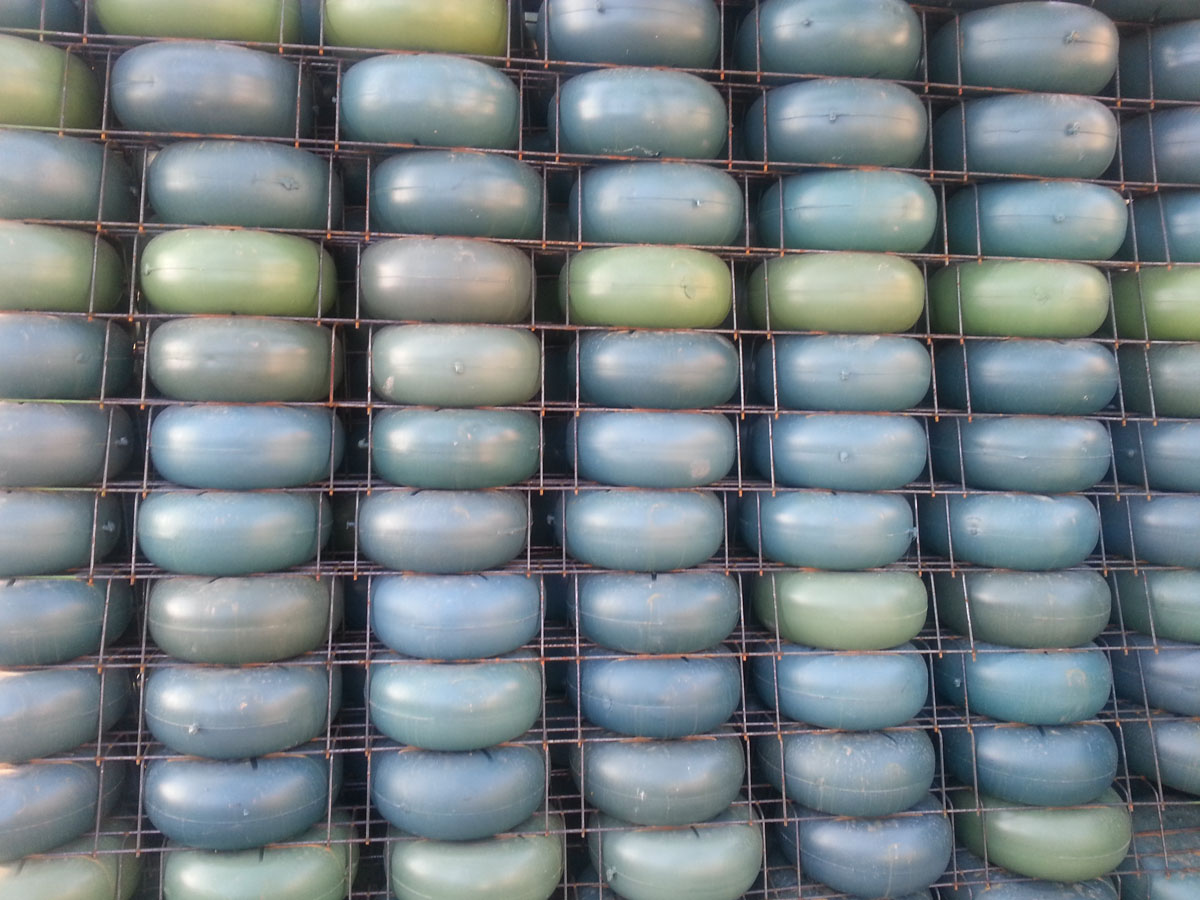
کره‌های پلاستیکی کوبیاکس
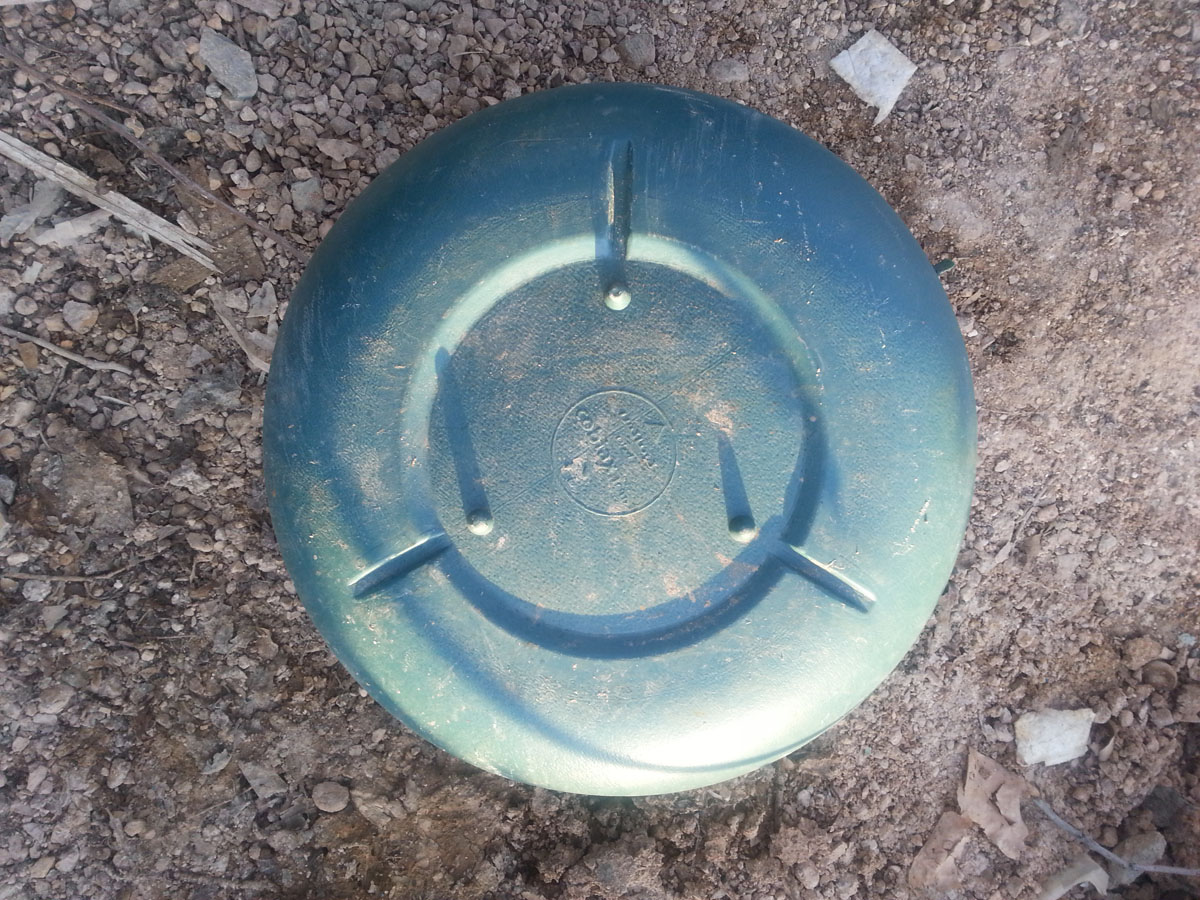
یک کره پلاستیکی کوبیاکس